# Colinus leucopogon
El colín gorgiblanco, llamado también codorniz manchada, codorniz vientrimanchada, codorniz-cotuí centroamericano, colín de cara blanca o colín gorjiblanco (Colinus leucopogon), es una especie de ave galliforme de la familia Odontophoridae.

## Distribución
Se le puede encontrar en El Salvador, Guatemala, Honduras,  Nicaragua y Costa Rica, en praderas abiertas y zonas de monte bajo.

## Taxonomía
Se suelen considerar seis subespeciesː

• Colinus leucopogon leucopogon: En el sureste de El Salvador y oeste de Honduras.

• Colinus leucopogon leylandi: En el noroeste de Honduras.

• Colinus leucopogon incanus: En el sur de Guatemala.

• Colinus leucopogon hypoleucus: En el oeste de El Salvador y este de Guatemala.

• Colinus leucopogon sclateri: En la región central de Honduras, hasta el noroeste de Nicaragua.

• Colinus leucopogon dickeyi: En el noroeste y centro de Costa Rica. 

## Descripción
Mide unos 22–24 cm de longitud y su plumaje presenta muchas variaciones entre las seis subespecies. En general todas poseen un plumaje de color pardo, con una mancha negra en la nuca. Posee una mancha superciliar de color blanca, bajo la que exciste una línea de color negra que cruza ambos ojos. Su cuello puede ser blanco o marrón claro y poseen una pequeña cresta. El pecho y parte superior del vientre puede ser de color pardo pálido, moteado o moteado con el pecho de color rojizo, dependiendo de cada subespecie. El macho pesa alrededor de 140 gr y la hembra es algo más pequeña.

Es una especie muy tímida que se muestra más activa al amanecer y al anochecer. Se alimenta de semillas y durante la época de cría también de insectos